# Рофф (Оклахома)
Рофф (англ. Roff) — місто (англ. town) в США, в окрузі Понтоток штату Оклахома. Населення — 632 особи (2020).

## Географія
Рофф розташований за координатами 34°37′44″ пн. ш. 96°50′29″ зх. д. / 34.62889° пн. ш. 96.84139° зх. д. (34.628935, -96.841467).  За даними Бюро перепису населення США в 2010 році місто мало площу 2,40 км², з яких 2,39 км² — суходіл та 0,01 км² — водойми.

## Демографія
Згідно з переписом 2010 року, у місті мешкало 725 осіб у 272 домогосподарствах у складі 205 родин. Густота населення становила 302 особи/км².  Було 314 помешкання (131/км²).
Расовий склад населення:
| - 79,7 % — білих - 13,0 % — корінних американців - 0,4 % — азіатів - 1,4 % — осіб інших рас |

До двох чи більше рас належало 5,5 %. Частка іспаномовних становила 2,8 % від усіх жителів.
За віковим діапазоном населення розподілялося таким чином: 28,4 % — особи молодші 18 років, 58,1 % — особи у віці 18—64 років, 13,5 % — особи у віці 65 років та старші. Медіана віку мешканця становила 34,4 року. На 100 осіб жіночої статі у місті припадало 92,8 чоловіків;  на 100 жінок у віці від 18 років та старших — 88,0 чоловіків також старших 18 років.
Середній дохід на одне домашнє господарство  становив 47 647 доларів США (медіана — 36 875), а середній дохід на одну сім'ю — 56 342 долари (медіана — 44 844). Медіана доходів становила 34 286 доларів для чоловіків та 24 750 доларів для жінок. За межею бідності перебувало 25,5 % осіб, у тому числі 33,2 % дітей у віці до 18 років та 20,3 % осіб у віці 65 років та старших.
Цивільне працевлаштоване населення становило 279 осіб. Основні галузі зайнятості: освіта, охорона здоров'я та соціальна допомога — 24,0 %, виробництво — 12,9 %, сільське господарство, лісництво, риболовля — 10,8 %.